# Daraw
Daraw of Darau (Arabisch: دراو) is een gemeente in het zuiden van Egypte, in het gouvernement Aswan en de regio (markaz) Kom Ombo. Het ligt aan de oostelijke oever van de Nijl, zes kilometer ten zuiden van Kom Ombo en 38 kilometer ten noorden van de stad Aswan. Het aantal inwoners bedraagt ongeveer 100.000 (cijfers voor 2009). Behalve het centrum behoren ook nog vier dorpen in de buurt tot de administratieve omschrijving van Daraw.

## Transport
Daraw wordt van noord naar zuid doorsneden door de Oostelijke Woestijnweg Caïro-Aswan en door de spoorlijn Caïro-Aswan. Er is een treinstation.
De luchthaven van Aswan, hoewel enkele kilometer ten zuiden van deze stad gelegen, wordt ook wel Luchthaven Daraw genoemd.

## Kamelenmarkt
Lange tijd is Daraw de belangrijkste kamelenmarkt van Egypte geweest. De dieren werden van uit Soedan in karavanen door de woestijn aangevoerd. Thans wordt er nog steeds kamelenmarkt gehouden, maar de omvang is beperkter dan voorheen. Naast kamelen worden er op sommige dagen ook koeien, geiten, ezels en schapen aan de markt gebracht. De markt is inmiddels ook een toeristische attractie geworden.

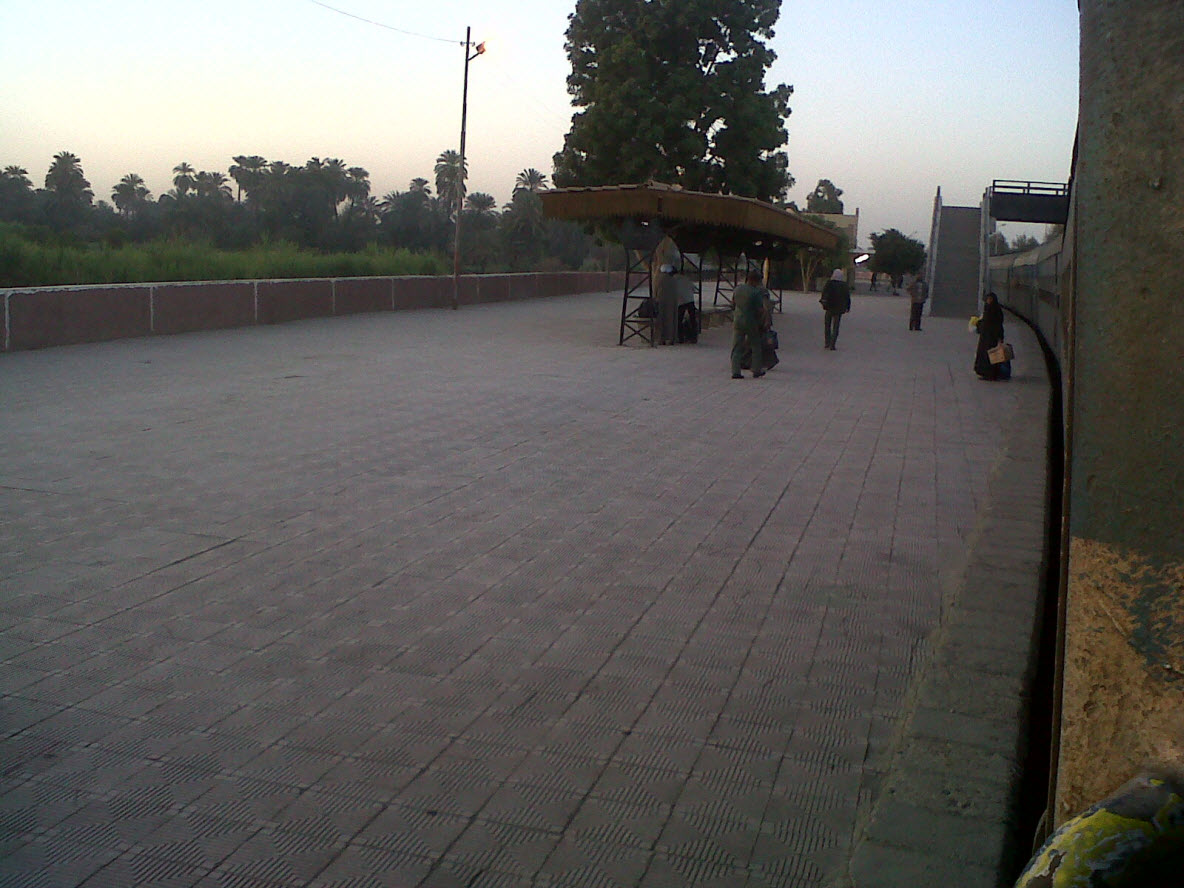
Treinstation Daraw
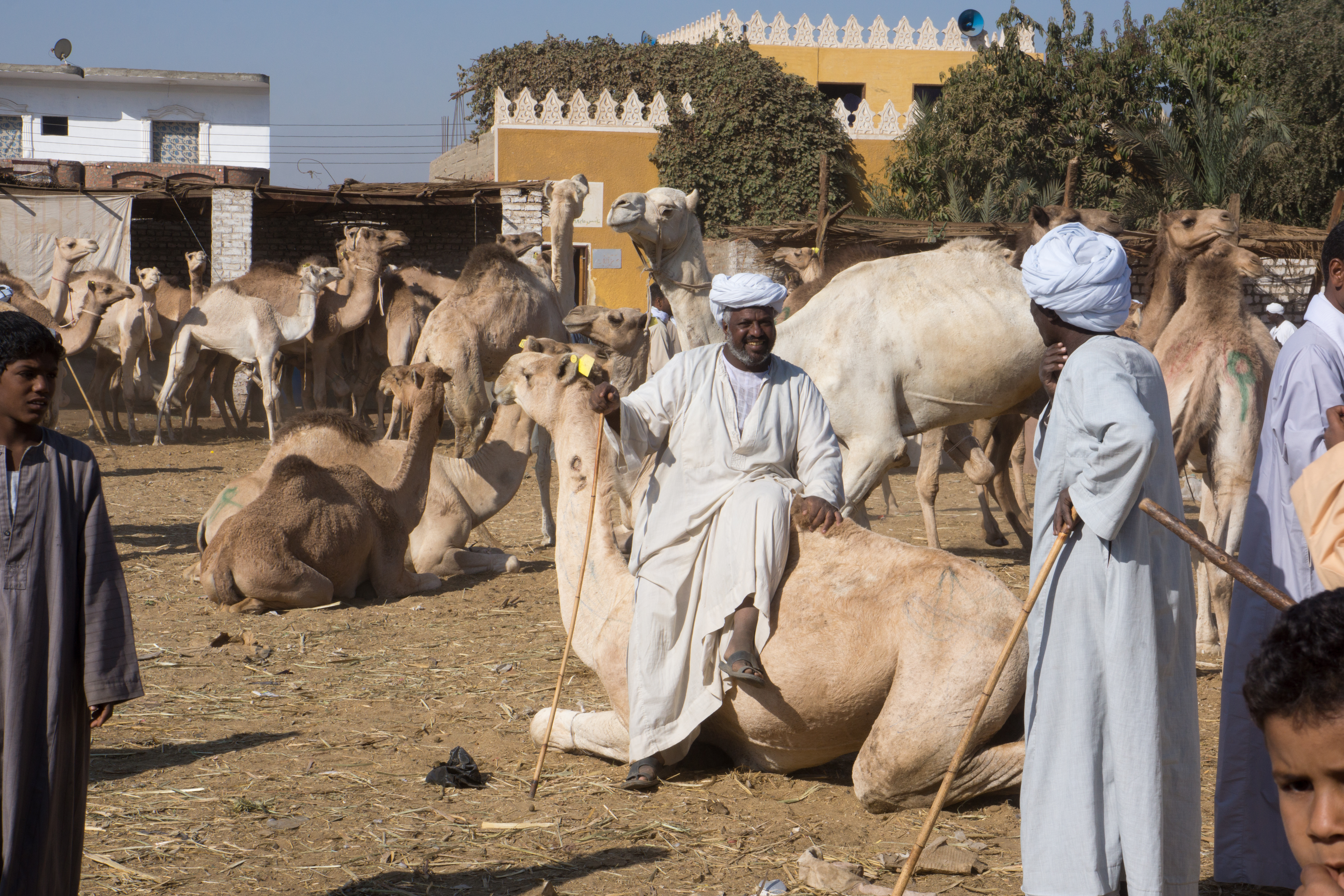
Kamelenmarkt
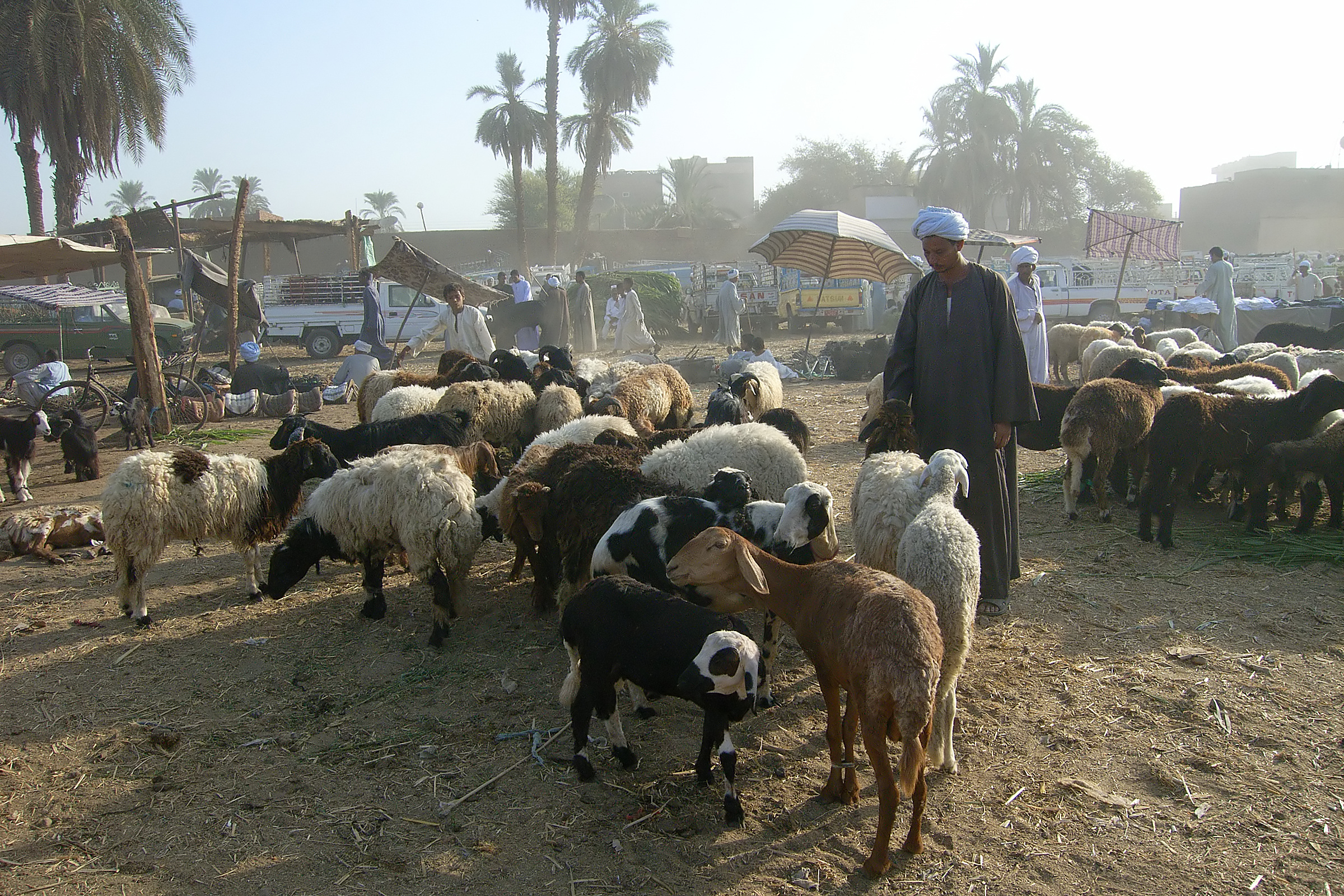
Veemarkt in Daraw